# Narizinho
Narizinho (ou Lúcia Encerrabodes de Oliveira) é uma personagem fictícia da obra Sítio do Picapau Amarelo de Monteiro Lobato, criado em 1920 no livro da A Menina do Narizinho Arrebitado. Chama-se Lúcia, mas é conhecida mesmo como Narizinho, e ganhou esse apelido por conta de seu nariz arrebitado. Adora comer jabuticaba do pé, inventar reinações e conversar com sua amiga Emília, sua melhor amiga e grande companheira.
O primeiro livro em que Narizinho aparece é A Menina do Narizinho Arrebitado, mais tarde transformado no primeiro capítulo de "Reinações de Narizinho", obra que reúne várias histórias que já foram publicadas do autor. 
Segundo Reinações de Narizinho, a menina "...tem sete anos. Narizinho é  dona de Emília, a boneca falante, e também tem um primo que mora na cidade, o Pedrinho que vem passar as férias no sítio da avó de ambos os primos. Ela é a  protagonista das primeiras histórias da série do Sítio do Picapau Amarelo, papel que, ao longo das histórias, divide com  Emília e Pedrinho, que juntos fazem grandes planos, travessuras e brincadeiras.
Em Reinações de Narizinho, a personagem título se casa com o Príncipe Escamado, se tornando Princesa do Reino das Águas Claras.
Adora comer jabuticabas no pé,inventar reinações e conversar com Emília,sua melhor e grande amiga.Ela adora pipoca e já sabe fazer os bolinhos de polvilho da Tia Nastácia.

## Na televisão
Nas versões televisivas da obra infanto-juvenil de Monteiro Lobato, Narizinho foi interpretada por diferentes atrizes, entre elas: 
- Leny Vieira e Lidia Rosemberg na TV Tupi em 1951,
- Edi Cerri na TV Cultura em 1964.
- Silvinha Lanes na Rede Bandeirantes em 1967.
- Rosana Garcia do ano de 1977 até o ano de 1980
- Daniele Rodrigues em 1981 e 1982,
- Izabella Bicalho em 1983 e 1984, e depois por
- Gabriela Senra de 1985 e 1986.
- Lara Rodrigues de 2001 até 2003 , e por
- Caroline Molinari em 2004 e 2005, e logo após por
- Amanda Diniz em 2006 e
- Raquel de Queiroz em 2007
- Larissa Manoela em 2012
- Marianna Santos no SBT em 2021